# Misfits
Misfits (с англ. — «Неприкаянные», читается «ми́сфитс») — американская панк-рок-группа, образованная Гленном Данцигом в 1977 году в городке Лоди, штат Нью-Джерси, стала основателем хоррор-панка, а также оказала большое влияние на хэви-метал и на рок в целом. Коллектив не раз распадался, менял состав участников; бессменный басист группы — Джерри Онли.
В 2016 году произошло воссоединение классического состава.

## История группы
Биография группы условно делится на две части; формирование в 1977 году и деятельность коллектива под руководством Гленна Данцига до момента его распада в 1983 году и возрождение группы в 1995 году участником первоначального состава Джерри Онли и его деятельность по сегодняшний день.

### Эра Данцига (1977—1983)

#### Формирование состава
В январе 1977 года 21-летний Гленн Данциг из Лоди, штат Нью-Джерси, вдохновлённый творчеством хэви-метал-группы Black Sabbath, решает создать собственный музыкальный коллектив. До этого он имел небольшой музыкальный опыт, играя в различных музыкальных коллективах, в числе которых были такие любительские группы, как Talus (в качестве барабанщика) и Whodat and Boojang (в качестве бас-гитариста). В дань памяти американской актрисе Мэрилин Монро он назвал коллектив в честь предпоследнего фильма с её участием — «The Misfits» (с англ. — «Неприкаянные»). В её первоначальный состав входили: гитарист Джимми Баттл, старый друг Данцига, барабанщик Мэнни Мартинес, басистка Диана Ди Пьяцца и сам Данциг в качестве клавишника и вокалиста. До Мартинеса в группе репетировал Мистер Джимм, известный также как Джимм Катанья. В таком составе группа репетировала частыми перерывами, поскольку Джимм жил далеко от города и не мог часто бывать на сессиях группы. В марте Ди Пьяцца и Мистер Джим покинули её состав. Мартинес предложил Данцигу взять в качестве бас-гитариста молодого футболиста и студента колледжа Джерри Кайафу, которому недавно родители подарили бас-гитару на Рождество. Гленн принял его в группу и научил его играть на басу.
После трёх месяцев репетиций музыканты на собственном лейбле Данцига Blank Records записали и выпустили свой первый сингл «Cough/Cool» (с композицией «She» на второй стороне). Заглавный трек был написан под влиянием творчества группы The Doors. Жанр сингла представлял собой рок-н-ролл в духе ранних гаражных групп 1960-х с психоделическим уклоном; основу его звучания составляют клавишные, и это значительно отличается от музыки, исполняемой The Misfits в дальнейшем. На оборотной стороне пластинки фамилия бас-гитариста Джерри Кайафы была напечатана неправильно, что побудило его настоять на том, что в будущем он будет обозначен «только как Джерри» («Jerry, only Jerry»), в связи с чем к нему навсегда прикрепился псевдоним Онли.
Ранние Misfits отличались достаточной мелодичностью, пение Данцига базировалось на стиле итальянских теноров, таких как Марио Ланца, и на ду-вупе, подстиле ритм энд блюза, популярном в 1950-х — начале 1960-х годов. В своих ранних песнях Misfits использовали хоровое пение, сопровождаемое искажённым звуком электропианино.
В течение следующих двух месяцев группа провела несколько выступлений, включая два концерта в знаменитом нью-йоркском клубе CBGB. Тогда они познакомились с творчеством панк-рок-группы «Ramones», игравшей в то время в этом клубе, музыка которой определила дальнейшее музыкальное направление Misfits. В августе 1977 года к группе присоединился гитарист Фрэнк Ликата, взявший себе сценический псевдонимом Фрэнчи Кома. Данциг перестал использовать электрическое пианино в композициях и сделал акцент на пении и работы группы в направлении панк-рока. В декабре 1977 года группу покинул барабанщик, на его место возвратился Мистер Джим.

#### Рождение хоррор-панка

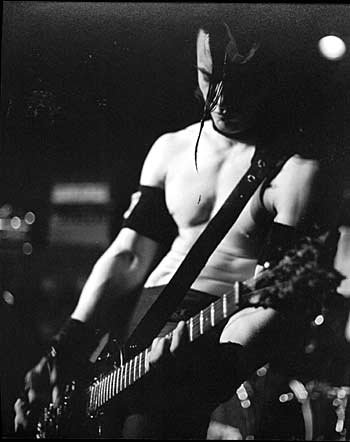
Дойл, 1983 год

Вскоре вышел первый мини-альбом группы Bullet на лейбле Данцига, который к тому времени был переименован в «Plan 9» (в честь низкобюджетного фантастического фильма ужасов 1959 года «План 9 из открытого космоса»). Альбом состоял из четырёх композиций, первоначально предназначавшихся для полноформатного альбома Static Age (выпущенного только в 1997 году, спустя много лет после распада первоначального состава). С этого времени группа начала регулярно выступать и провела небольшое турне в поддержку EP. Своё вдохновение Данциг черпал из научной фантастики, фильмов ужасов и фильмов категории B, имидж группы стал соответствующим: мрачные чёрные цвета, черепа, скелеты и почти вся песенная тематика — отражение увиденного в хоррорах. Для выступлений группа часто наносила необычный грим — корпспэйнт в образе привидений и мертвецов.
Вскоре группа провела гастроли по городам Канады, во время которого группу покинул Фрэнчи Кома, и оставшуюся часть тура его заменял гитарист Рик Райли. По окончании турне из группы ушёл барабанщик Мистер Джимм. После двух месяцев поиска Гленн и Джерри вербуют в коллектив двух новых участников: ударника Джои Имэйджа и гитариста Бобби Стила. Примерно в то время басист Джерри Онли изобрёл причёску, получившую название «Devilock» (читается «дэ́вилок») — длинная чёлка, сходящаяся к носу или подбородку. Данного стиля всё ещё придерживаются поклонники творчества группы, и девилок считается особенностью стиля хоррор-панков.
В декабре 1978 года группа начала играть концерты в новом составе. Ритм-секция Misfits приобрела безостановочное и прямолинейное звучание, подобное творчеству британских панков The Damned (у которых какое-то время играли на разогреве). Музыкально на группу оказало влияние и рокабилли, но не в такой степени, как на сайкобилли-группы. Гленн и Джимм решили, что для имиджа группы будет необходим какой-либо фирменный знак; в итоге логотипом команды был выбран череп из сериала 1946 года «Малиновый призрак». Впервые его изображение появилось на обложке второго мини-альбома, выпущенного 26 июня 1979 года.
После нескольких изменений состава и возрастающей популярности — долгожданный дебютный LP Walk Among Us 1982 года был высоко оценён критиками и стал одним из самых успешных релизов выпускающего лейбла, а Earth A.D./Wolfs Blood 1983 года считается их наиболее тяжёлой и быстрой записью, — Данциг распустил Misfits в 1983 году, а сам ушёл сначала в полупанковый мистический проект Samhain, а затем получил популярность в хэви-металлических кругах благодаря своей сольной деятельности.

### Эра Онли (1995—2016)
Спустя годы вражды и разбирательств Онли тяжело достиг соглашения с Данцигом и получил права на использование имени «Misfits», логотипа и ранних записей. Когда группа реформировалась, новый состав выглядел так: на вокал взяли молодого Майкла Грэйвса, Джерри Онли так и остался на басу, Dr. Chud (Cannibalistic Humanoid Underground Drummer) на ударных, и брат Джерри, Дойл (взявший псевдоним Дойл Вольфганг фон Франкенштейн), на гитаре. Возвращение Misfits произошло 31 октября 1995 года на концерте в Кони-Айленд, Бруклин.
Весь мир смеялся над этим реюнионом — какой же Misfits без Гленна Данцига? Но когда вышел диск American Psycho, ухмылки сменились на аплодисменты — альбом превзошёл все ожидания и даже последние скептики согласились поставить его в дискографию Misfits далеко не на самое последнее место. На «Dig Up Her Bones» и «American Psycho» снимаются первые в истории Misfits видеоклипы, группа выступает по Северной Америке и Европе.

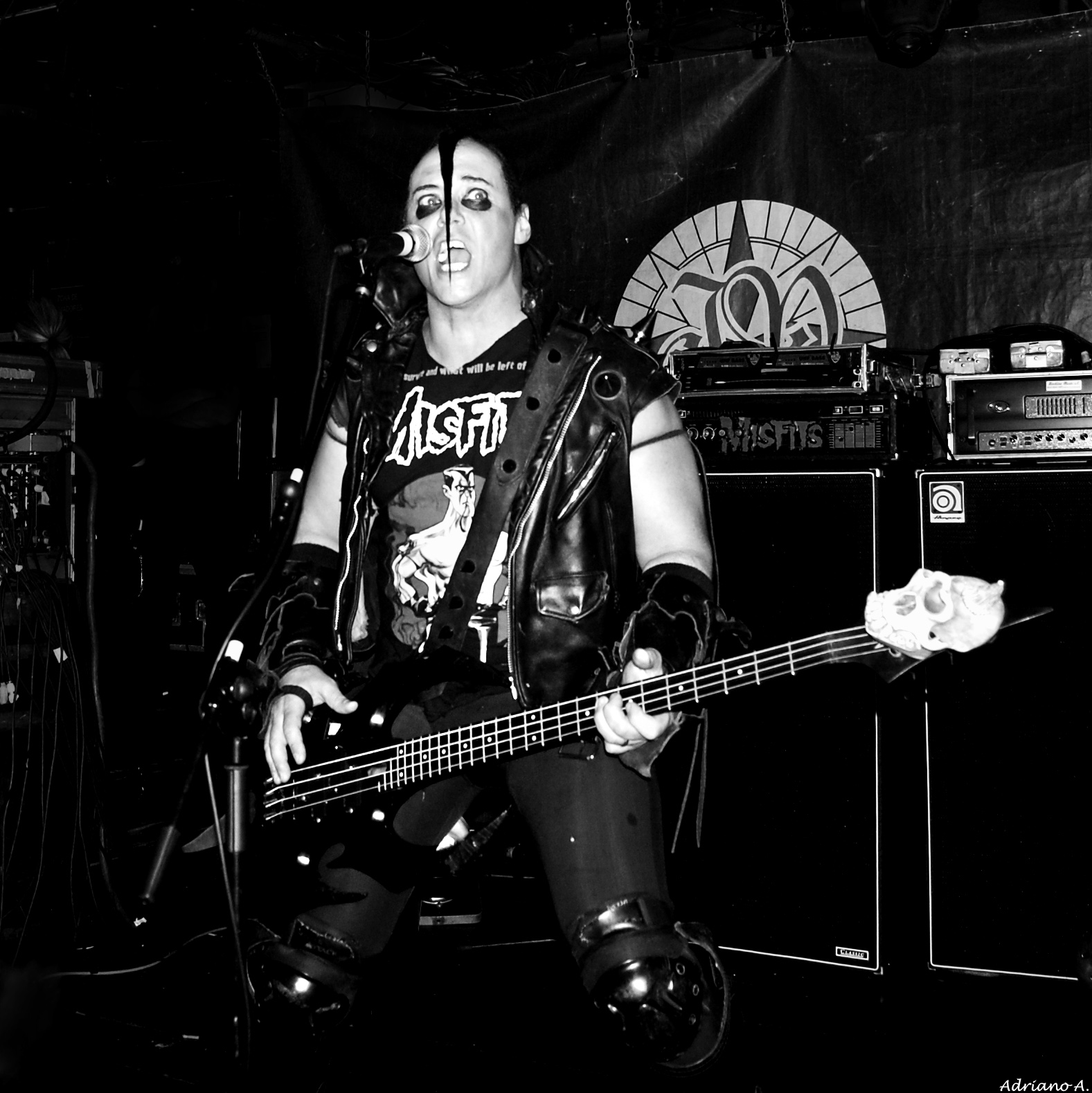
Джерри Онли, 2008 год

Этим же составом был записан ещё один альбом Famous Monsters. Misfits принимают участие в фильме Джорджа Ромеро «Вышибала», а он снимает им видеоклип на «Scream!». Однако вскоре группа, не выдержав внутренних разногласий, снова распадается — в октябре 2000 года во время концерта в House of Blues (Орландо, Флорида) Грэйвс и др. Чад покидают сцену. Чуть позже группу покидает и Дойл.
Долгое время из первоначального состава в группе оставался только «несменный» басист Джерри Онли, после ухода Грейвса взявший на себя также функции вокалиста. Спустя годы творческого застоя — за двенадцать лет был выпущен лишь сборник рок-н-ролльных каверов Project 1950, — в 2011 году выходит новый полноформатник The Devil's Rain. Нужно также отметить появление Грэйвса, Дойла и др. Чада в качестве разогревающего коллектива перед Danzig на концерте в Сейрвилле, Нью-Джерси, в декабре 2009 года; были исполнены «Helena», «Lost in Space», «Scarecrow Man» и «Shining».
В 2013 году выходит концертник Dead Alive!.

### Воссоединение с Данцигом и Дойлом (2016 — наши дни)
Поводом к воссоединению послужила деловая встреча в январе 2016 года между Онли, Данцигом и менеджментом Misfits с целью избежания дальнейших судебных разбирательств. Онли: «Мы шли туда порвать друг другу глотки. Всё грозило перерасти в очередную баталию, а закончилось реюнионом».
13 мая 2016 года Гленн Данциг, Джерри Онли и Дойл Вольфганг фон Франкенштейн объявили о воссоединении и первом за 33 года совместном концерте, который прошёл 18 сентября на фестивале Riot Fest. Составление сетлиста предоставили Данцигу. Второй концерт прошёл в Чикаго двумя неделями позже. По словам Джерри Онли, группа в хорошей форме и, если фанаты в них поверят, готова продолжать.
В декабре 2017 года Misfits дали два концерта на MGM Grand Garden Arena, Лас-Вегас, и в Форуме, Инглвуд; в мае 2018 — в Prudential Center, Нью-Джерси.
На Riot Fest 2022 группа отыграла концерт, посвящённый 40-летию альбома Walk Among Us.

## Влияние

Клифф Бёртон, басист группы Metallica

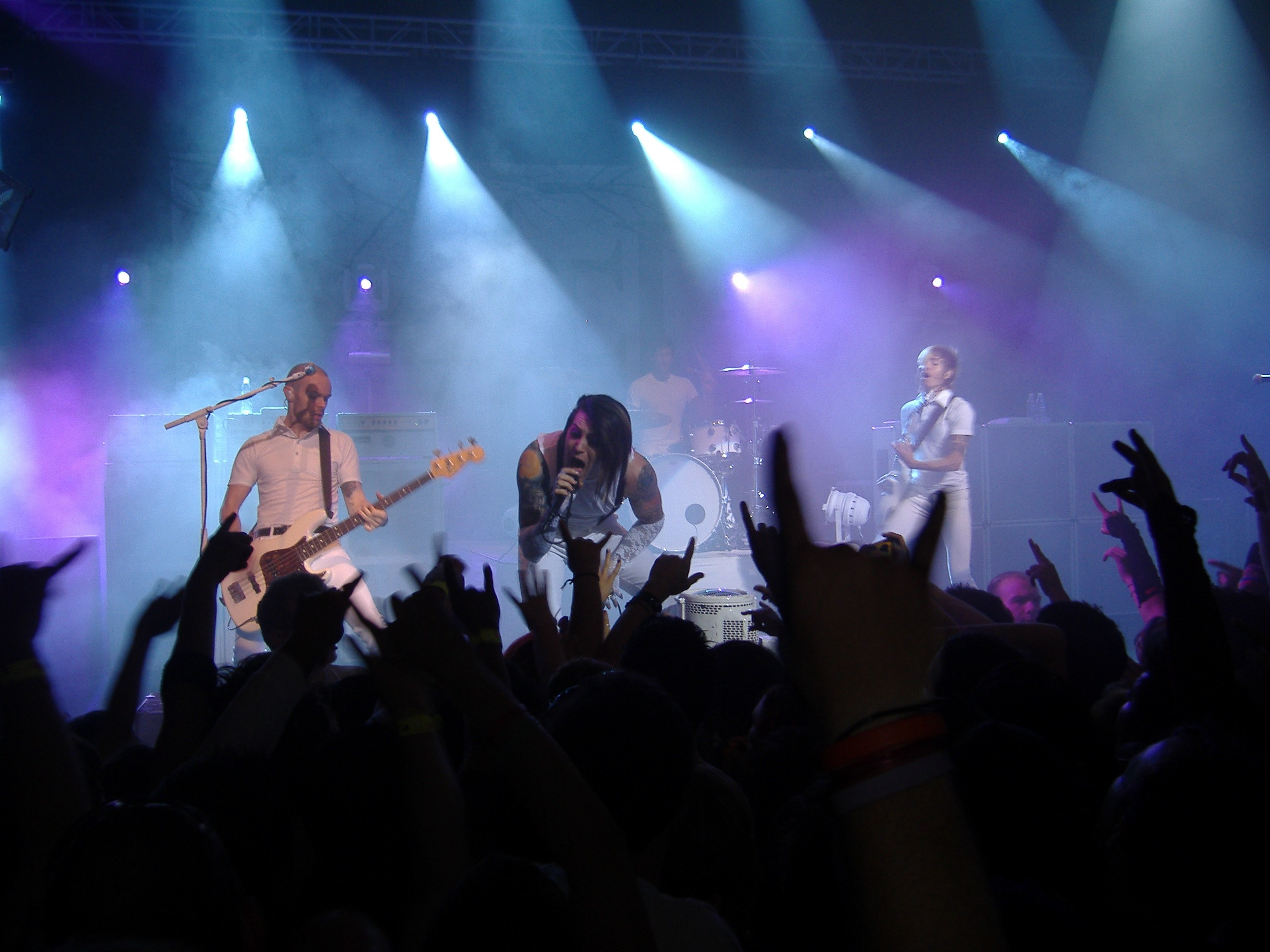
AFI, одна из групп, на которую оказали влияние Misfits.
Михаил Горшенёв из группы Король и Шут так же вдохновлялся Misfits

Misfits оказали существенное влияние на мировую панк-сцену.
Многие группы, которые появились в последние годы, все ещё сильно зависят от творчества Misfits. В числе первых можно назвать AFI, NOFX, Strung Out и Tiger Army, Alkaline Trio, The Horrors, Murderdolls, Marilyn Manson, Rob Zombie, Avenged Sevenfold, Wednesday 13 и 2 Minutos. В числе групп, придерживающихся стиля Misfits, можно упомянуть Balzac, и Blitzkid, Calabrese, American Werewolves и HSD, — группы, которые позже стали классифицироваться как horror punk.
Многие группы, играющие в стилях хардкор-панк, панк-рок и альтернативный рок из New Jersey, такие как My Chemical Romance, Monster Squad и The Banner приводят группу, как оказавшую основное влияние на творчество.
Некоторые группы, стиль которых далёк от стиля Misfits, также в качестве основного влияния указывают Misfits, Клифф Бёртон из Metallica, Jeff Hanneman из Slayer, Cradle of Filth и Slipknot. Red Hot Chili Peppers в своём видео «Dani California» 2006 года использовали атрибуты и грим Misfits в качестве одного из портретов эпохи (наряду с образами Элвиса, Зигги Стардаста, Sex Pistols, Poison, Nirvana и др.), отдавая таким образом дань группе.
«Мисфитсовские» плакаты и футболки часто встречаются в фильмах и сериалах, таких как Клик: С пультом по жизни, Люди в чёрном, Детройт — город рока, Джей и Молчаливый Боб наносят ответный удар, Трансформеры, Мама, Впусти меня. Сага и во Фредди против Джейсона, а также в короткометражках Shorties Watchin' Shorties Comedy Central, Bayside School и в CSI. Лидер группы «Green Day», Билли Джо Армстронг носит футболку группы перед концертом в Милтон Кейнс в 2005 году (DVD Bullet in a Bible). Футболки с Misfits иногда носил лидер металкор-группы «Bullet for My Valentine». Вокалист и гитарист группы «Scars 19», Никита Филатов, носил несколько футболок с логотипом Misfits. Также футболки с изображением Misfits носят некоторые участники группы «Электрозомби». И
Несколько футболок с символикой группы носил горячий поклонник Misfits, ныне покойный лидер питерской рок-группы «Король и Шут» Михаил Горшенёв. После его смерти Джерри Онли сделал себе татуировку на левой руке в области вены с надписью «Misha Gorshok» (Миша Горшок). В августе 2013-го Misfits посетили фестиваль Kubana. «Rest in Peace, Gorshok», — приветствовал журналистов на пресс-конференции лидер группы Джерри Онли. Также он высказал соболезнования фанатам и пожелал участникам группы «Король и Шут» держаться. Во время своего выступления Misfits посвятили Горшку две песни — «Halloween» и «Descending Angel».
Канадский реслер Вампиро в 1999 году привлёк Misfits к сотрудничеству с федерацией WCW: он выходил под их музыку и в их символике, а The Misfits поучаствовали в сюжетной линии Вампиро, совершив несколько появлений на ТВ-шоу Nitro.

## Дискография
Студийные альбомы
- Walk Among Us (1982)
- Earth A.D./Wolfs Blood (1983)
- Static Age (записан — 1978, выпущен — 1996)
- American Psycho (1997)
- Famous Monsters (1999)
- Project 1950 (2003)
- The Devil’s Rain (2011)

## Состав

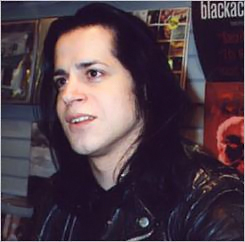
Гленн Данциг
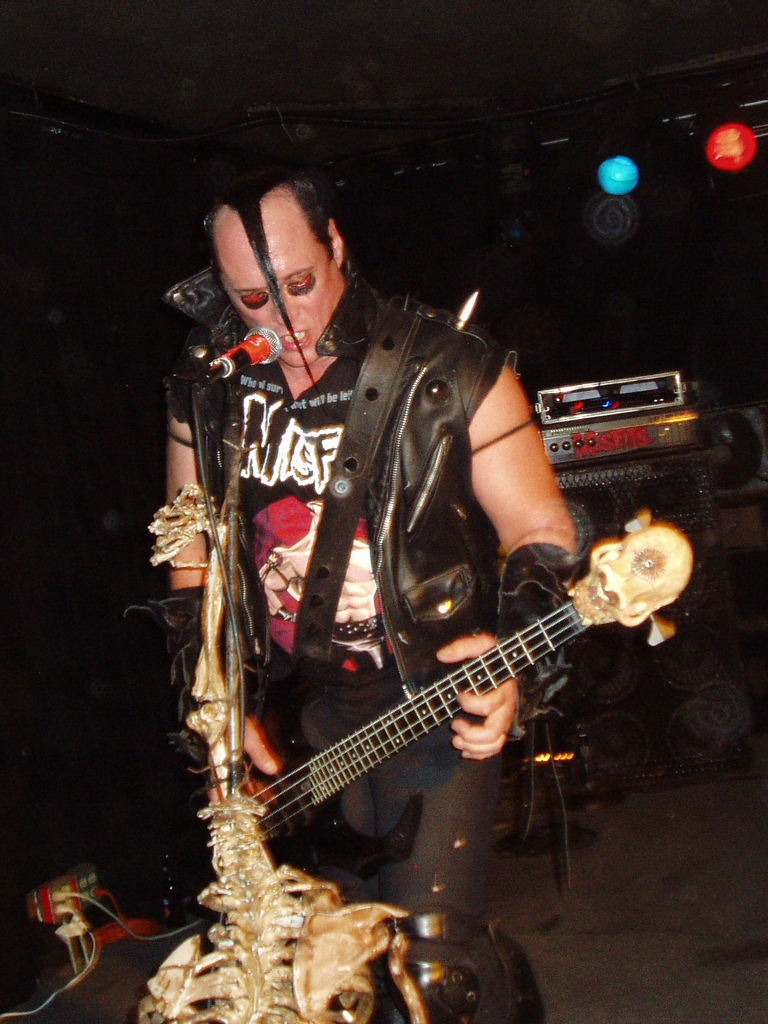
Джерри Онли
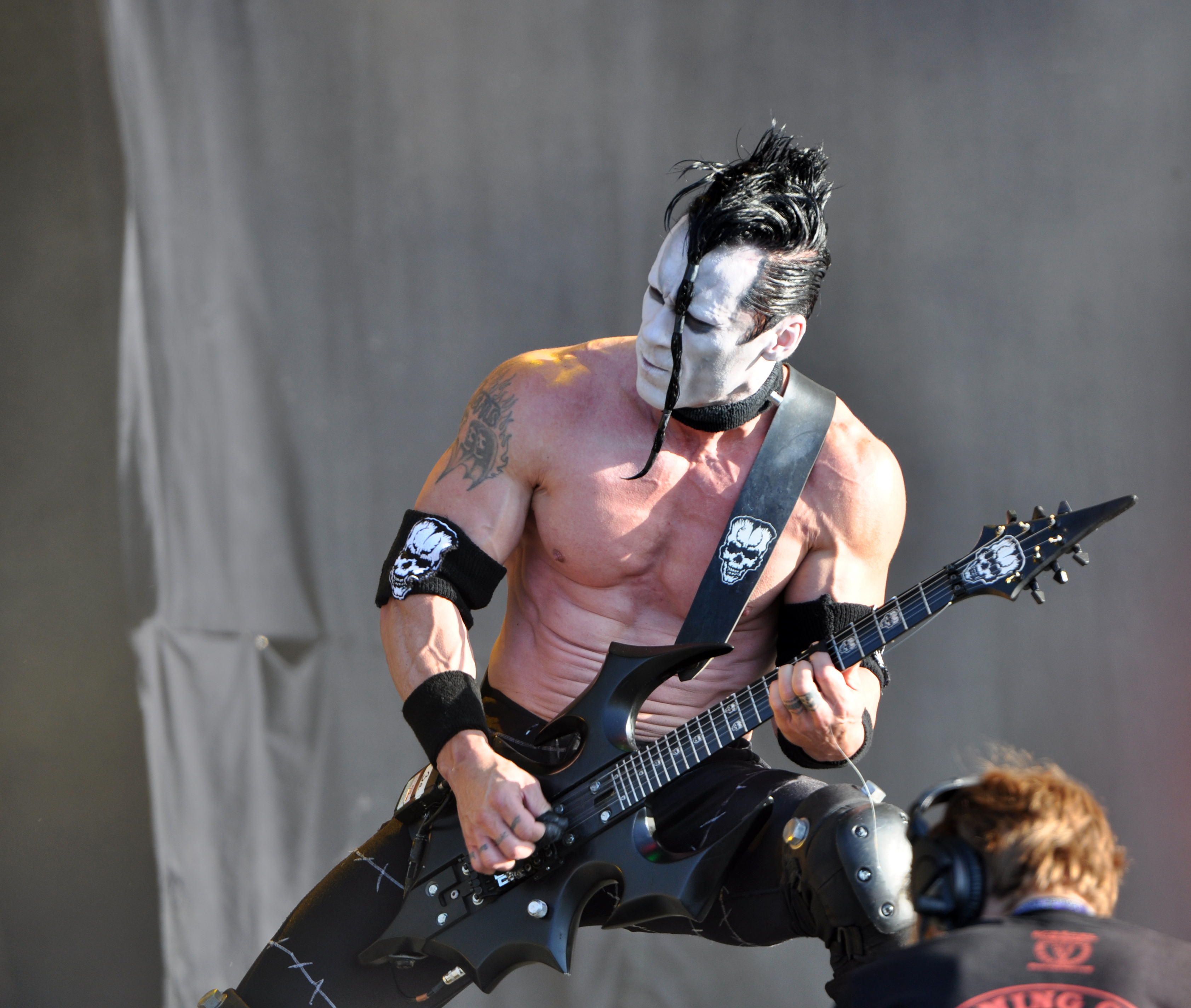
Дойл Вольфганг фон Франкенштейн

### Текущий состав
- Гленн Данциг — вокал, клавишные (1977—1983, 2016—наши дни)
- Джерри Онли — бас-гитара (1977—1983, 1995—наши дни); вокал (2001—2016)
- Дойл Вольфганг фон Франкенштейн — гитара (1980—1983, 1995—2001, 2016—наши дни)
- Дэйв Ломбардо — ударные (2016—наши дни)

### Бывшие участники
| - Джимми Баттл — гитара (1977) - Дайан ДиПиацца — бас-гитара (1977) - Мэнни Мартинес — ударные (1977) - Фрэнчи Кома — гитара (1977—1978) - Мистер Джим — ударные (1978) - Бобби Стил — гитара (1983—1984) - Джоуи Имэдж — ударные (1978—1979; умер в 2020) - Артур Гуди — ударные (1980—1982) - Робо — ударные (1982—1983, 2005—2010) - Брайан Дэмэдж — ударные (1983; умер в 2010) | - Доктор Чад — ударные (1995—2000) - Майкл Грэйвс — вокал (1995—2000) - Майк Хидеус — вокал (1998) - Золтан Теглас — вокал (2000) - Марки Рамон — ударные (2001—2005) - Дез Кадена — гитара, бэк-вокал (2001—2015) - Эрик «Чупакабра» Эрц — ударные (2001—2015) - Джерри Кайафа-второй — гитара (2014—2016) - Марк Риццо — гитара (2015) |